# Dunakeszi-Gyártelep megállóhely
Dunakeszi-Gyártelep megállóhely egy Pest vármegyei vasúti megállóhely Dunakeszi településen, a MÁV üzemeltetésében. Korábbi elnevezése 1952-ig Dunakeszi műhelytelep volt.
A belterület északi részén helyezkedik el, a 2-es főúttól nem messze keleti irányban, közúti elérését azonban csak önkormányzati utak biztosítják.

## Tulajdonságok
- 1969-ben épült, részben fedett hosszú középperon
- lépcsős aluljáró kerékpár fel- és letolására alkalmas rámpával
- személyjegy-pénztár
- váróterem

Közvetlenül mellette fekszik a Dunakeszi Járműjavító Kft. telephelye.

## Utastájékoztatás
2016 nyarától korszerű utastájékoztató rendszerrel rendelkezik a megállóhely. Két darab monitor az érkező-induló vonatoknak és a pontos idő analóg óraként a két monitor között, mindhárom tárgy a váróterem bejárata felett helyezkedik el. A váróteremben az ajtótól balra egy álló helyzetű, utasok által is használható, érintőpaneles, nagy kijelzőjű információs szolgáltatás érhető el (pl. térkép, menetrend).

## Parkolás
A megállóhely két oldalán P+R parkoló van. Részei: nyitott személygépjármű-parkoló és fedett kerékpártároló.

## Vasútvonalak
A megállóhelyet az alábbi vasútvonalak érintik:
- Budapest–Szob-vasútvonal

## Kapcsolódó állomások
A megállóhelyhez az alábbi állomások vannak a legközelebb:
- Dunakeszi vasútállomás (Budapest–Szob-vasútvonal)
- Alsógöd megállóhely (Budapest–Szob-vasútvonal)

## Megközelítés tömegközlekedéssel
- Helyi busz:  1, 6, 7, 8[1]
- Éjszakai busz:  1É

## Forgalom
| Járat                  | Útvonal | Gyakoriság                                                                                 |
| ---------------------- | --- | ------------------------------------------------------------------------------------------ |
| S70                    | Budapest-Nyugati – Rákosrendező – Istvántelek – Rákospalota-Újpest – Dunakeszi alsó – Dunakeszi – Dunakeszi-Gyártelep – Alsógöd – Göd – Felsőgöd – Sződ-Sződliget – Vác-Alsóváros – Vác (– Verőce – Kismaros – Nagymaros-Visegrád – Nagymaros – Zebegény – Szob alsó – Szob) | Félóránként, hétvégén éjszaka óránként                                                     |
| G70                    | Budapest-Nyugati – Rákosrendező – Rákospalota-Újpest – Dunakeszi – Dunakeszi-Gyártelep – Felsőgöd – Vác-Alsóváros – Vác – Verőce – Kismaros – Nagymaros-Visegrád – Nagymaros – Zebegény – Szob alsó – Szob | Munkanapokon csúcsidőben óránként, szombaton reggel 3 Budapest felé és hétvégén napi 2 pár |
| Jégmadár expresszvonat | Szob – Szob alsó – Zebegény – Nagymaros – Nagymaros-Visegrád – Kismaros – Verőce – Vác – Vác-Alsóváros – Felsőgöd – Dunakeszi-Gyártelep – Rákospalota-Újpest – Kőbánya felső – Budapest-Kelenföld – Velence – Székesfehérvár – Balatonaliga – Szabadisóstó – Szabadifürdő – Siófok – Balatonszéplak felső – Balatonszéplak alsó – Zamárdi felső – Zamárdi – Szántód – Balatonföldvár – Balatonszemes – Balatonlelle – Balatonboglár – Fonyódliget – Fonyód | Nyáron napi 1 pár                                                                          |